# Лофт
Лофт, на английски: Loft или на немски: Loftwohnung, е вид жилище, което е преобразувано от едно складово или индустриално помещение. Думата произлиза от английски език и означава просто таванско или складово помещение. В САЩ това понятие е пренесено към складови помещения и индустриални сгради. При тези жилища е характерна голямата височина на помещенията спрямо обикновените жилища.

## История
От 40-те години на 20 век в Ню Йорк и Лондон празни промишлени и складови помещения се преобразуват за жилищни цели. При това строителната част на помещенията почти не се променя. При много случаи едно жилище се резполага на цялата площ на един етаж. Много често се прави само ново обзавеждане на етажа, подходящо за жилище. Има погрешна представа че един от създателите на този тип жилища е Анди Уорхол. Той обаче е създал своята фабрика едва през 60-те години. Този вид жилища са предпочитани от хора на изкуството и хора със свободни професии. Съвремените жилища от този тип могат да бъдат създадени на базата на стари индустриални сгради или като съвремени жилища с подобни характеристики.